# Sapromyza minuta
Sapromyza minuta är en tvåvingeart som beskrevs av Kertesz 1900. Sapromyza minuta ingår i släktet Sapromyza och familjen lövflugor. Inga underarter finns listade i Catalogue of Life.